# Brunsnæs
Brunsnæs (tysk: Brunsnis) er en meget lille fjordlandsby i Broager Sogn i Sønderjylland beliggende på sydvestsiden af Broager Land ud til Flensborg Fjord. Historisk har det været et gammelt færgeleje med forbindelse til Holnæs i området Angel i Sydslesvig.
Gendarmstien går gennem Brunsnæs. Nu er området mest ferieområde, hvor der er mange udflugtsmuligheder. Ved Brunsnæs fandtes indtil 1999 resterne af en 550 år gammel hvidtjørn. En ny blev plantet i 2017.
Brunsnæs ligger i Sønderborg Kommune og hører til Region Syddanmark.